# Barocco
Barocco es una película francesa de 1976 dirigida por André Téchiné que contó con las participaciones de Isabelle Adjani, Gérard Depardieu y Marie-France Pisier en los papeles principales.
Además obtuvo tres Premios Cesar, incluyendo nueve nominaciones y siendo la segunda nominación para Adjani.

## Sinopsis
Laure, enamorada del boxeador Samson, planea irse con él al extranjero gracias al dinero que él obtenga de un combate amañado. Pero Samson es asesinado, y el asesino, atraído por ella, trata de conquistarla. Laure lo acepta a condición de que cambie su aspecto hasta parecerse al hombre que asesinó.

## Reparto
- Isabelle Adjani como Laure
- Gérard Depardieu como Samson
- Marie-France Pisier como Nelly
- Jean-Claude Brialy como Walt
- Julien Guiomar como Gauthier
- Hélène Surgère como Antoinette
- Claude Brasseur como Jules

## Reconocimiento
Barocco obtuvo un total de tres victorias en los Premio César y con nueve nominaciones en su totalidad.
- Premios César (Francia)
  - Ganadora: Mejor actriz de reparto (Marie-France Pisier)
  - Ganador: Mejor fotografía (Bruno Nuytten)
  - Ganador: Mejor música (Philippe Sarde)
  - Nominada: Mejor película
  - Nominada: Mejor actriz (Isabelle Adjani)
  - Nominado: Mejor Director (André Téchiné)
  - Nominado: Mejor montaje (Claudine Merlin)
  - Nominado: Mejor diseño de producción (Ferdinando Scarfiotti)
  - Nominado: Mejor sonido (Paul Lainé)